# Société de Transports de l'Agglomération Stéphanoise
La Société de Transports de l'Agglomération Stéphanoise, spesso abbreviata con l'acronimo STAS, è l'azienda che dal 2000 svolge il servizio di trasporto pubblico nelle quindici città che costituiscono l'agglomerato di Saint-Étienne.

## Esercizio e parco aziendale
La STAS possiede autobus (i modelli più recenti sono Mercedes-Benz e Iveco Bus), filobus (Irisbus Cristalis) e tram (tipo "francese standard" y CAF Urbos 3) che sono rimessati in tre principali depositi: Saint-Priest-en-Jarez, Saint-Étienne e Saint-Chamond.
Le vetture si riconoscono per la livrea verde con sottili strisce multicolore.

## Conservazione
Presso il "Musée des Transports Urbains de Saint-Etienne et sa Région" sono preservate alcune vetture oggi dismesse dall'azienda.

## Galleria d'immagini

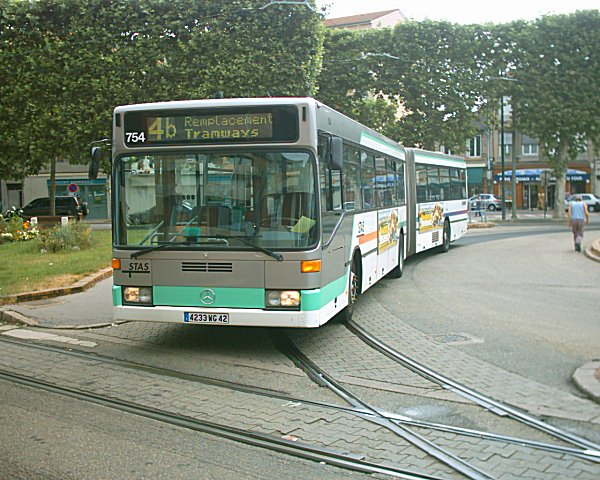
Autosnodato Mercedes-Benz O405GN n. 754 sulla linea 4b
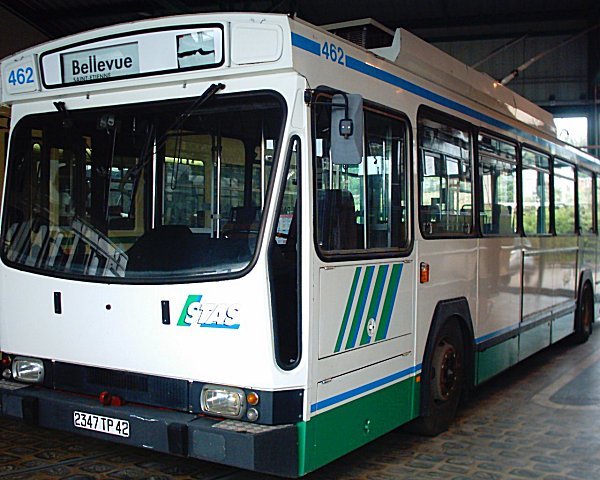
Filobus Renault ER100 n. 462 al deposito di Saint-Priest-en-Jarez